# La Chute d'Icare
Pour les articles homonymes, voir Icare (homonymie).
La Chute d'Icare est un tableau de Pieter Brueghel l'Ancien dont l'original a disparu mais dont il existe deux copies exposées à Bruxelles, l'une dans la collection du musée van Buuren et l'autre dans celle des Musées royaux des beaux-arts de Belgique.

## Authenticité
Les deux versions connues du tableau, l'une peinte sur toile (exposée au musée OldMasters, anciennemement musée royal d'art ancien à Bruxelles) et l'autre sur panneau (au Musée Alice et David van Buuren) sont listées sous le même titre, sans signature ni date.
La dendrochronologie date l'œuvre sur panneau de 1583.
Une étude comparée des œuvres de Pieter Brueghel l'Ancien et ces copies réalisées à l'identique par son fils aîné, Pieter Brueghel le Jeune, révèle que la version sur toile doit dater des alentours de 1600, soit une trentaine d'années après la mort de Brueghel. L'analyse stylistique du dessin (étudiable par réflectographie infrarouge) montre qu'il s'agit d'une copie, sans doute d'un tableau plus ancien qui a été perdu,.
Cette attribution est néanmoins controversée car basée sur des hypothèses non vérifiées et des données lacunaires.

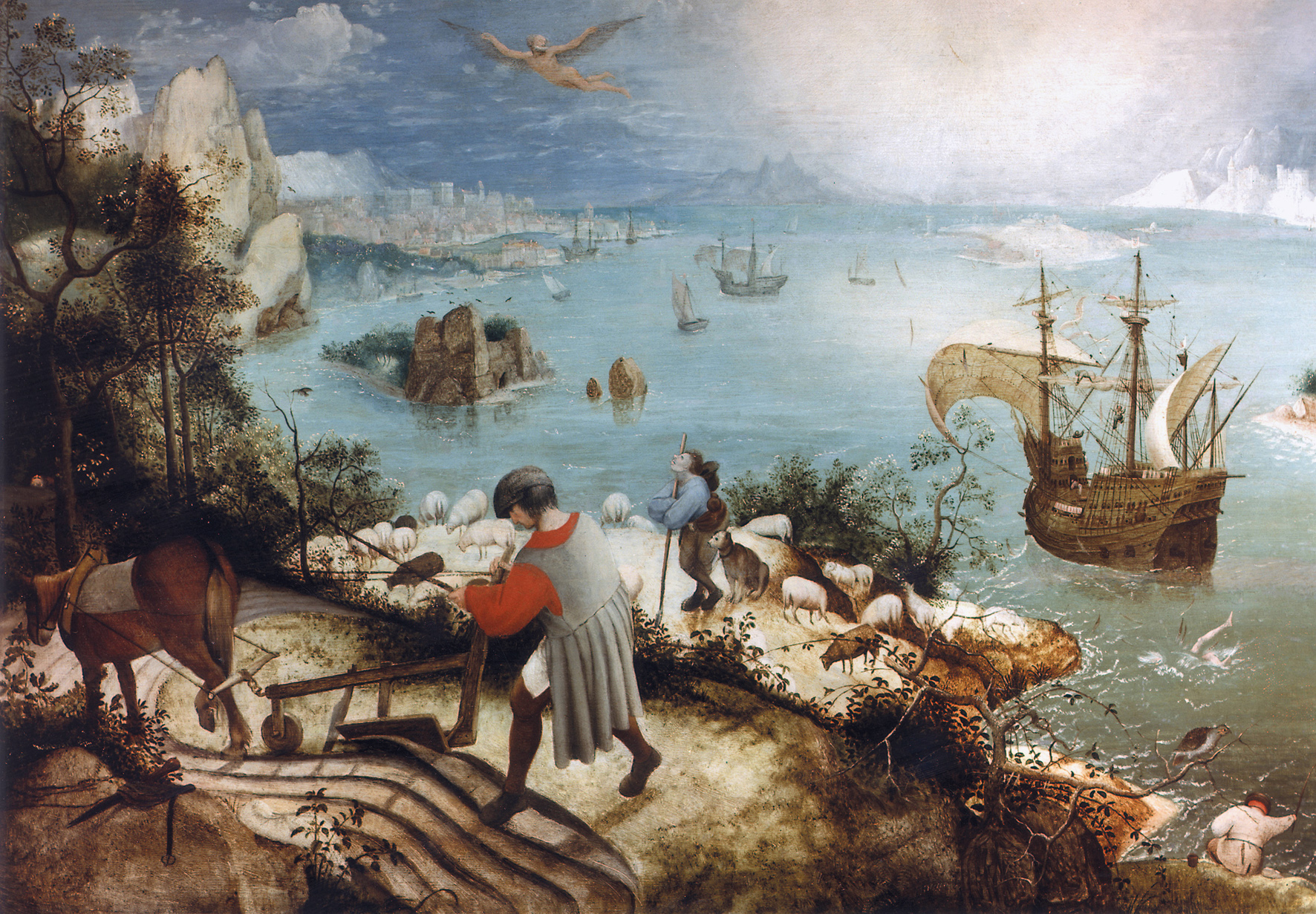
La Chute d'Icare, anonyme, c. 1583, huile sur bois,, Musée van Buuren.

La controverse au sujet de l'authenticité de l'œuvre n'est pas récente. Dès 1912, à l'acquisition de La chute d'Icare par les Musées royaux des beaux-arts de Belgique, son authenticité fut contestée par certains connaisseurs, principalement pour deux raisons : pour ses qualités picturales inférieures, dues aux surpeints lourds, mais surtout parce qu'il s'agit d'une peinture à l'huile sur toile, ce qui s'avère être une exception chez Brueghel l'Ancien, dont toutes les œuvres à l'huile ont été peintes sur panneau.
En 1963, Philippe Roberts-Jones, conservateur des MRBAB et Marlier, spécialiste de Brueghel, avancent l'hypothèse d'une œuvre peinte sur panneau mais transposée sur toile.
En 1998, une équipe mixte Institut royal du patrimoine artistique (IRPA-Bruxelles)-Université d'Utrecht
tenta de résoudre le problème d'authenticité par une datation au radiocarbone de la toile tenue à tort pour originelle. La conclusion de cette datation étant la quasi-impossibilité que Pierre Bruegel l'Ancien ait peint sur cette toile. Mais en 2006, Jacques Reisse, professeur honoraire de chimie à l'Université libre de Bruxelles ( ULB) montra que cette datation n'est pas valable.
Un échantillon de peinture prélevé sur le bord droit (bleu de l'eau) en 1973 fut réexaminé avec des méthodes performantes comme la microscopie électronique à balayage avec spectroscopie des rayonnements X par dispersion d'énergie (SEM-EDX). Combinée à la microscopie optique des deux coupes tirées de cet échantillon, cette analyse révéla les structures et compositions suivantes, de bas en haut :
1. toile (de la transposition) ;
2. blanc de plomb huileux (adhésif) ;
3. bleu épais à base d'azurite (repeint) ;
4. enduit de préparation à la craie ;
5. blanc de plomb huileux avec traces de charbon de bois ;
6. bleu huileux à base d'azurite.

Les couches 4 à 6 sont originales. La présence d'une préparation à la craie sous le bleu original prouve qu'il s'agit d'une peinture sur panneau, transposée sur toile.
Le bleu d'origine se compose de blanc de plomb et d'azurite contenant de rares grains d'ocre et de noir. Ces structure et composition correspondent tout à fait à celles trouvées dans d'autres peintures sur bois de Pieter Brueghel l'Ancien. En outre, il est à noter que les particules de charbon de bois dans la couche blanche sont exceptionnelles car très longues et aciculaires, il n'a pu en être trouvé que dans Le dénombrement de Pieter Brueghel l'Ancien du même musée.
Récemment, l'examen du dessin sous-jacent, par réflectographie infrarouge a été publié. La réflectographie fournit des images en lumière infrarouge qui traverse toutes les couleurs sauf le noir, ce qui permet donc de révéler le dessin sous-jacent, généralement noir. L'interprétation de ces réflectogrammes est fort subjective. Le dessin sous-jacent de La Chute d'Icare ne diffère pas sensiblement de celui trouvé sur des œuvres certifiées de la main de Pieter Brueghel l'Ancien. Ce dessin se limite normalement à une simple mise en place. Ceci s'explique par une peinture très mince et peu couvrante sur fond blanc comparable à une aquarelle qui aurait mal oblitéré un travail graphique élaboré.
Globalement, toutes les analyses convergent vers la conclusion suivante : La Chute d'Icare des Musées royaux des beaux-arts de Belgique est une peinture à l'huile sur panneau transposée sur toile, dont la couche picturale et peut-être même le dessin ont été fortement endommagés par cette intervention et deux rentoilages, donnant lieu à de lourds surpeints.
Dans l'échantillon prélevé subsiste un fragment dont la structure et la composition correspondent parfaitement à celles des grands panneaux attribués à Pieter Brueghel l'Ancien. Il est dès lors inconcevable qu'il s'agisse de l'œuvre d'un copiste, sauf peut-être Pieter Brueghel le Jeune.
Aussi l'exemplaire van Buuren, dont la technique est différente ne peut être de la main d'un Pieter Brueghel, ni père, ni fils.

## Description
Dans une vue plongeante , le regard s'arrête d'abord sur les personnages : un paysan qui laboure son champ, un berger appuyé sur son bâton, un pêcheur de dos qui tend son fil. Le rouge de la blouse du laboureur et de l'echarpe du pêcheur attire l'attention sur leurs occupations. Quand les yeux peuvent s'en détacher, on découvre la profondeur de l'espace quasi infini. À l'horizon, le soleil forme un disque qui irradie et unit le violet du ciel à l'émeraude de la mer. Les montagnes qui bordent celle-ci paraissent irréelles, blanches et légères, comme le port qui s'éveille dans une lumière rose.
L'esprit se plaît à admirer ce paysage harmonieux et paisible mais l'œil, irrésistiblement revient au rouge sang du premier plan, vers ce paysan absorbé par sa tâche. Nous le voyons de biais, la scène étant construite en diagonale et l'impression d'un travail continu, méthodique, en train de se faire, en est accentuée. Derrière lui, les taches claires des brebis guident le regard vers les voiles beiges du navire qui passe. Il est temps alors de découvrir les « détails » de cette scène quotidienne : près du bateau, devant le rocher, la mer se ride et deux jambes s'agitent : Icare est en train de se noyer dans l'indifférence de l'entourage et de la nature. Icare, coupable de s'être approché un peu trop près du soleil, qui a cru braver les lois de la gravité et de la condition humaine, plonge dans le vert émeraude profond et personne ne le remarque. Pas même la perdrix dont le regard vague et lointain rappelle celui du berger qui tourne le dos au drame.
Toutefois la version conservée au musée Van Buuren montre également le père d'Icare, Dédale, en plein vol : on comprend alors que le berger debout est absorbé dans la vision de cet être extraordinaire, qui est absent de la version conservée aux Musées royaux en supposant que cette dernière a conservé ses dimensions d'origine.

## Analyse

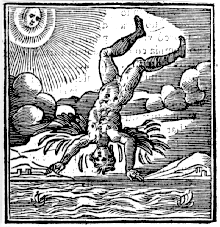
La chute d'Icare, Livre d'emblèmes d'Andrea Alciato, gravé par Jörg Breu.

Le peintre illustre un passage des Métamorphoses d'Ovide :

« Un pêcheur qui taquine le poisson du bout de sa gaule flexible, un berger appuyé sur sa houlette, un laboureur guidant sa charrue les voient passer tous deux. Étonnés, ils prennent pour des dieux ces hommes capables de voler dans les airs. Déjà, sur leur gauche, a disparu Samos, aimée de Junon; ils ont dépassé Délos et Paros; sur leur droite apparaissent Lébinthos et Calymné, célèbre pour son miel, lorsque l'adolescent, enivré par la sensation audacieuse du vol, s'écarte de son guide. S'abandonnant au vertige des cieux, il gagne de l'altitude. C'est là qu'à l'approche du soleil ardent, la cire odorante qui maintient les plumes devient molle. Elle fond. Icare a beau agiter ses bras nus : privé d'ailes, il ne se soutient plus dans le vide. Il appelle son père, puis disparaît dans l'azur des flots de cette mer que l'on nomme depuis mer Icarienne. »

— Ovide, Les Métamorphoses, livre VIII
Comme souvent, le peintre prend l'inverse de la tradition, l'envers des choses et distille discrètement son ironie. Si les personnages d'Ovide sont représentés pour la première fois, l'essentiel est inversé : les gens à l'aube d'une journée de travail, sauf le berger qui regarde le ciel, n'ont pas de temps à perdre avec l'ambition d'un fou ou d'un rêveur. Il faut ensemencer et pêcher, il faut retendre les cordages afin que le navire, comme la vie, avance vers la lumière ou l'or philosophal, selon une lecture ésotérique.
Stoïcien et humaniste, Brueghel exprime l'accord de l'homme avec les lois de l'Univers dont il n'est qu'une petite partie. À l'avant-plan, l'épée et la bourse, posées près du laboureur, évoquent un de ces proverbes populaires que Brueghel a illustrés dans d'autres tableaux : « Épée et argent requièrent mains astucieuses. », van Lennep.
Pierre Francastel développe une autre théorie qui a le mérite de situer le peintre dans le contexte historique de son pays. Icare incarne aussi le courage, l'aventure positive de ceux qui osent. Prisonnier de Minos, il a la volonté de s'enfuir et l'audace d'essayer. C'est l'ingéniosité de son père, Dédale, qui lui en fournit le moyen. Son seul « défaut » est de succomber à la griserie de la réussite. Il est jeune encore. Dédale reste le forgeron, l'artiste et le créateur génial. Au XVIe siècle, le mythe trouve un écho dans ce pays sous domination étrangère : c'est l'appel de la liberté et le rêve d'évasion… La vie continue, oui mais les questions restent posées : toute tentative libératrice est-elle vouée à l'échec ? N'y a-t-il plus de place pour le rêve ? L'indifférence n'est-elle pas l'écueil le plus dangereux pour l'aventure humaine et le progrès ?
L'œuvre pourrait être une condamnation ironique de la vanité d'Icare, figure qui apparaît souvent dans les livres d'emblèmes comme un exemplum de l'orgueil, au même titre que Phaéton ou Nemrod (voir La Tour de Babel et L'Orgueil dans la série des Sept Péchés capitaux). C'est pourquoi Robert Baldwin, analysant l'iconographie du tableau, a pu voir dans la figure du laboureur au premier plan une allégorie de l'espoir ou de l'espérance, qui s'opposerait alors à l'allégorie de la chute, écho de la chute originelle qui compose l'arrière-plan des souffrances de l'homme déchu, condamné à se racheter par son travail. W. H. Auden, dans son poème Icarus, est plus sensible à une certaine indifférence des hommes et de la nature face aux tragédies individuelles. La structure du tableau suggère aussi la séparation en diagonale du rêve et de la réalité.
La Chute d'Icare est pour l'historien d'art français Norbert-Bertrand Barbe le symbole typologique repris de la mythologie gréco-romaine du Péché originel dans les livres d'emblèmes contemporains, ses motifs en sont dans la toile de Brueghel : les formes du travail humain (rurale et maritime), conformément à la description classique de celles-ci et la mort par l'évocation de l'éphémérité du pouvoir terrenal (représenté par la tiare et l'épée au milieu du champ, qui renvoient à l'iconographie des Danses Macabres, dans lesquels la Mort enlève même les riches, le Pape et l'Empereur, reconnaissables à leurs attributs).